# Ivan Jagšić
Ivan Jagšić (Uzlop, 28. travnja 1886. – Gualeguay, 2. travnja 1956.) bio je argentinski znanstvenik, rodom Hrvat iz Gradišća. Bio je sveučilišni profesor, geodet, kartograf, topograf, meteorolog i astronom.

## Životopis
Rođen je 28. travnja 1886. gdine u Uzlopu. U Zürichu je studirao kartografiju, topografiju i geodeziju. Dolazi u Argentinu gdje u gradu Cordobi postaje sveučilišni profesor za geodeziju, kartografiju, topografiju, meteorologiju i astronomiju. Tamo je osnovao zrakoplovnu avijatičku školu, čiji je bio ravnatelj i profesor do smrti.
Oceanografski institut za Južnu Ameriku u Brazilu nosi njegovo ime. U drugoj polovici svoga života posvetio se proučavanju fizičke meteorologije. Bio je član brojnih znanstvenih ustanova u Argentini, Urugvaju i SAD-u. Umro je u gradu Gualeguayu u argentinskoj provinciji Entre Rios, 2. travnja 1956. godine. Pokopan je u Buenos Airesu na obiteljskom groblju La Recoleta.

### Knjige
- Perinić, Ljeposlav. 1998. Hrvati u Argentini.   Šakić, Vlado; Jurčević, Josip (ur.). Budućnost iseljene Hrvatske. Institut društvenih znanosti "Ivo Pilar". Zagreb. str. 277–286